# Fernando Fabián Fernández
Fernando Fabián Fernández Acosta (Capiatá, 8 gennaio 1992) è un calciatore paraguaiano, attaccante del Guaraní.

## Carriera

### Club
Ha giocato nella prima divisione dei campionati paraguaiano, messicano e colombiano.

### Nazionale
Ha ricevuto la sua unica convocazione in nazionale per l'amichevole del 1º aprile 2015 contro il Messico, restando però in panchina.

## Palmarès

### Individuale
- Capocannoniere del campionato paraguaiano: 1

Apertura 2022 (13 gol)